# گونار کیرکباخ
گونار کیرکباخ (آلمانی: Gunar Kirchbach؛ زادهٔ ۱۲ اکتبر ۱۹۷۱) قایقران کانو اهل آلمان بود.